# Шеридан (Арканзас)
Шеридан (енгл. Sheridan) град је у америчкој савезној држави Арканзас.

## Демографија
По попису из 2010. године број становника је 4.603, што је 731 (18,9%) становника више него 2000. године.
| Група             | 2000.         | 2010.         |
| Белци             | 3.759 (97,1%) | 4.315 (93,7%) |
| Афроамериканци    | 37 (1,0%)     | 73 (1,6%)     |
| Азијати           | 6 (0,2%)      | 22 (0,5%)     |
| Хиспаноамериканци | 37 (1,0%)     | 131 (2,8%)    |
| Укупно            | 3.872         | 4.603         |